# Depresja Mączki

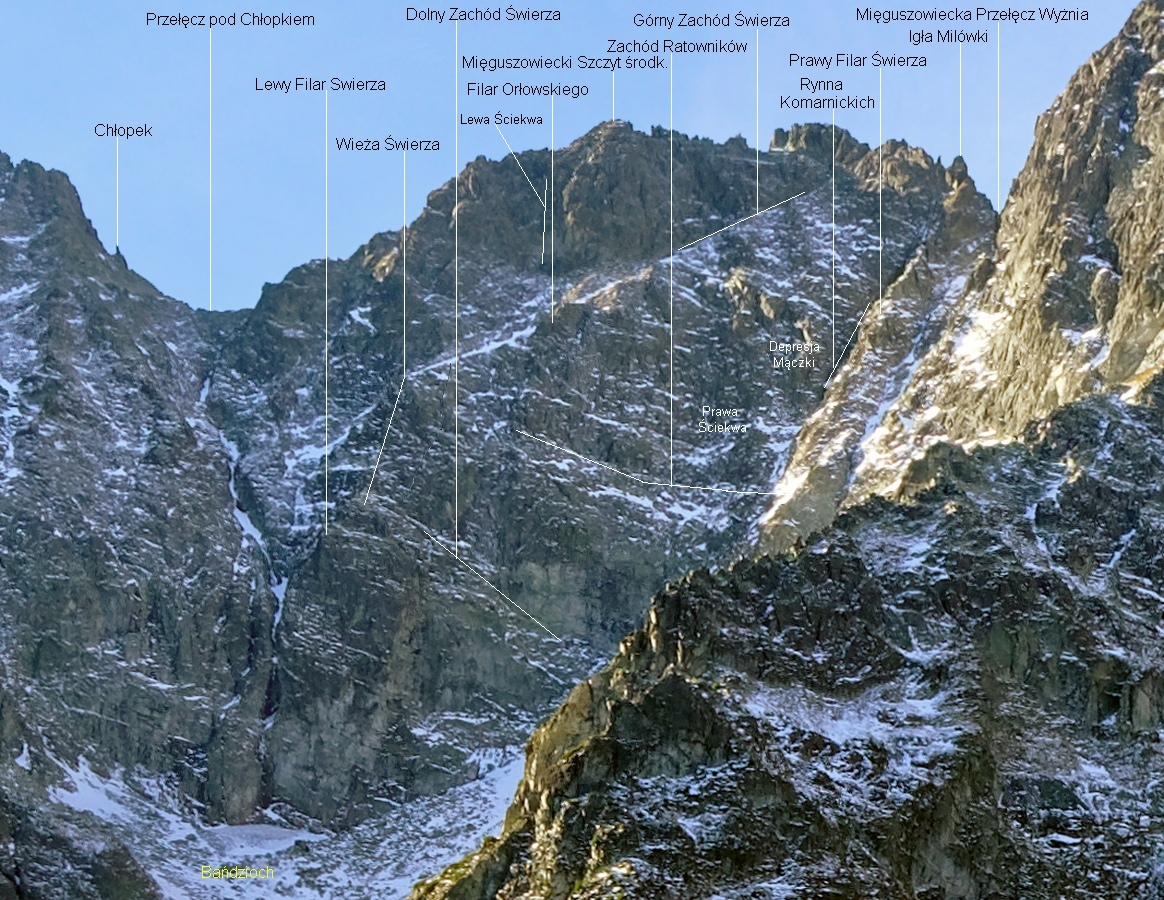

Depresja Mączki – prawa (patrząc od dołu) z trzech depresji na północno-wschodniej ścianie Mięguszowieckiego Szczytu Pośredniego w Tatrach Polskich. Opada spod Górnego Zachodu Świerza do Rynny Komarnickich. Jej nazwa pochodzi od taternika Janusza Mączki.
Depresją Mączki prowadzi droga wspinaczkowa o tej samej nazwie. Trudność V w skali tatrzańskiej. Wejście w ścianę między wylotem Zachodu Komarnickich a żlebem Mięguszowieckiej Przełęczy Wyżniej, czas przejścia na grań 4 godz.

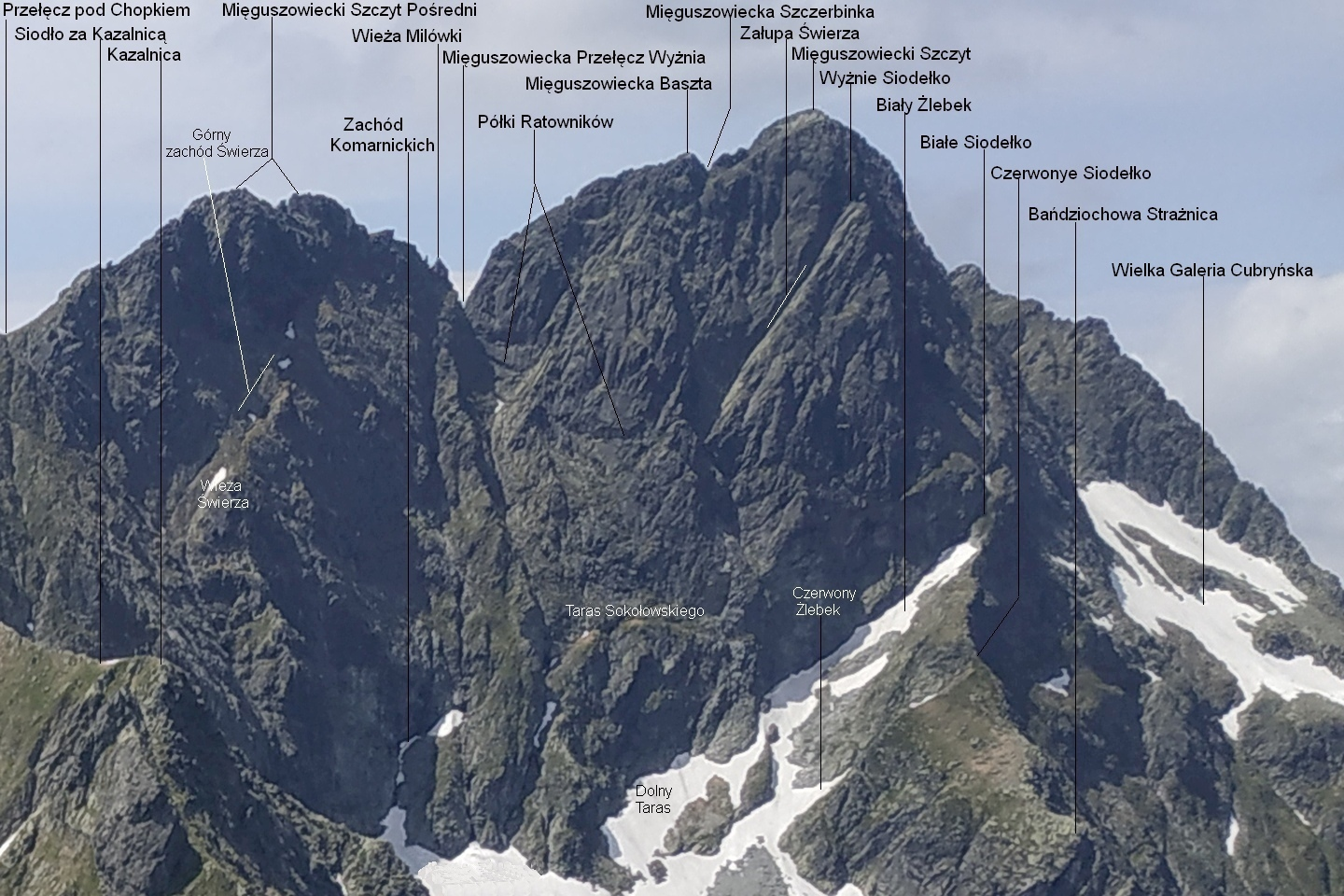